# Espadaïta
L'espadaïta és un mineral de la classe dels fosfats. Rep el nom de la paraula castellana espada, espasa, en al·lusió a la forma dels cristalls.

## Característiques
L'espadaïta és un arsenat de fórmula química Na₄Ca₃Mg₂[AsO₃(OH)]₂[AsO₂(OH)₂]10·7H₂O. Va ser aprovada com a espècie vàlida per l'Associació Mineralògica Internacional l'any 2018, sent publicada per primera vegada el 2019. Cristal·litza en el sistema ortoròmbic. La seva duresa a l'escala de Mohs és 2.
L'exemplar que va servir per a determinar l'espècie, el que es coneix com a material tipus, es troba conservat a les col·leccions mineralògiques del Museu d'Història Natural del Comtat de Los Angeles, a Los Angeles (Califòrnia) amb el número de catàleg: 67285.

## Formació i jaciments
Va ser descoberta a la mina Torrecillas, situada a Salar Grande, dins la província d'Iquique (Regió de Tarapacá, Xile), on es troba en forma de cristalls d’uns 0,2 mm de longitud, formant esprais i intercreixements. Aquesta mina és l'únic indret de tot el planeta on ha estat descrita aquesta espècie mineral.